# Bosque esclerófilo

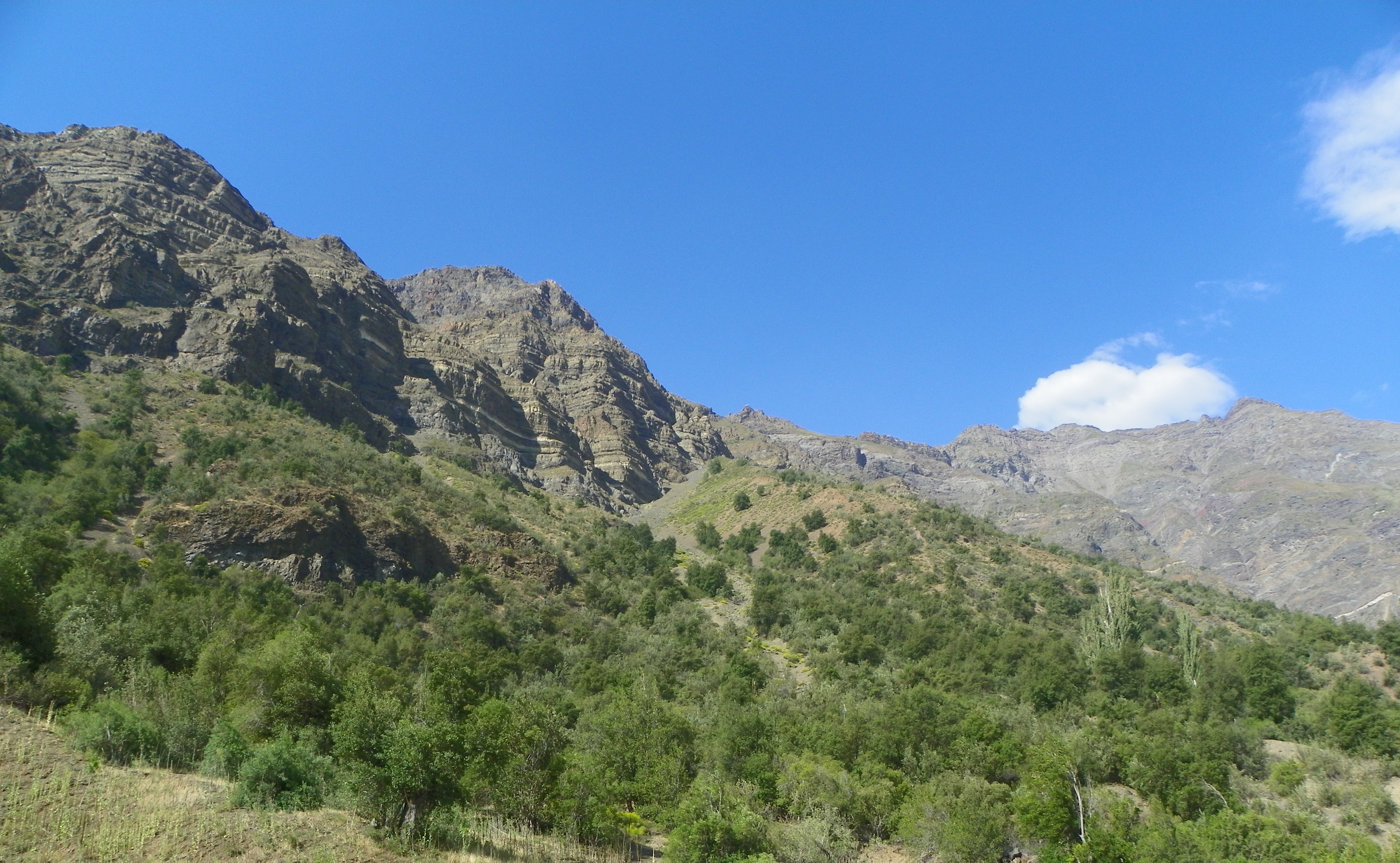
Ejemplo de bosque esclerófilo en San José de Maipo, Chile.

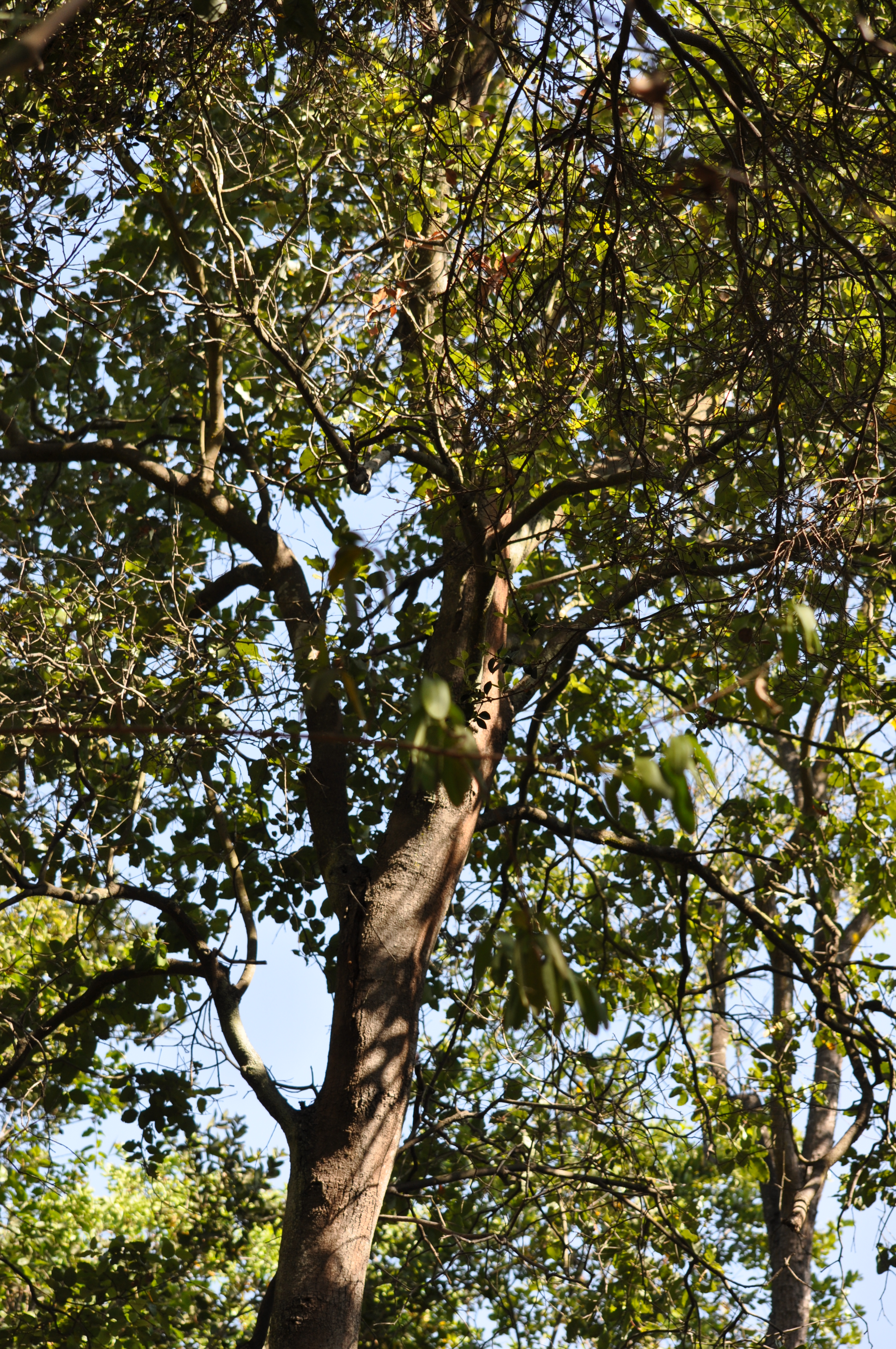
Peumo, o Cryptocarya alba, árbol característico del bosque esclerófilo.

El bosque esclerófilo (del griego «σκληρός» sklērós, 'duro' y «φύλλον» phýllon, 'hoja') es una formación vegetal propia de zonas mediterráneas. Se caracteriza por especies con características xeromórficas con el tipo de hojas perenne, duras, que les permiten resistir las sequías veraniegas del clima mediterráneo. La vegetación tiene una escasa estratificación presentándose un sotobosque arbustivo herbáceo. La fauna presenta una escasez de grandes animales, siendo los más representativos los roedores y zorros entre otros. Se presenta un desarrollo más diverso de fauna entomologica con una gran cantidad de animales del suelo.

## Tipo de hábitat
El bosque esclerófilo se desarrolla en un clima del tipo mediterráneo, que solo se da en cinco lugares del mundo: la cuenca del Mediterráneo, Australia, California, Chile y Sudáfrica. Este clima se caracteriza por inviernos lluviosos y veranos muy secos.

### En Chile
El Bosque y Matorral Esclerófilo (BME) chileno forma parte de uno de los 34 hotspots mundiales de biodiversidad, denominado Chilean Winter rainfall-Valdivian forest. Este hotspot, que abarca desde el Norte Chico hasta la Región de Los Ríos, destaca por su endemismo y vulnerabilidad. Se le encuentra actualmente de preferencia en las laderas de cerros de las cordilleras de la Costa y de los Andes, en suelos pobres, debido a la ocupación humana en la depresión intermedia, por lo que prácticamente ha desaparecido del valle central.

## Especies características

### Bosque esclerófilo de Chile
Entre las especies vegetales dominantes se encuentran el belloto del norte (Beilschmiedia miersii), boldo (Peumus boldus), espinillo (Acacia caven), litre (Lithraea caustica), maitén (Maytenus boaria), molle  (Schinus latifolius), peumo (Cryptocarya alba), quillay (Quillaja saponaria), y numerosas especies de arbustos y hierbas anuales y perennes. El espino se caracteriza por su rápida colonización a terrenos degradados, conviviendo entonces con arbustos como el colliguay (Colliguaja odorifera) o el romerillo (Baccharis linearis).
Muchas de sus especies vegetales características se destacan por sus hojas duras perennes que les permiten capturar humedad desde el ambiente y perder menos agua en la estación seca. También hay plantas sin estas características pero que en vez de eso adoptan otras estrategias para soportar la sequía como secarse y sobrevivir en forma de tubérculos o raíces engrosadas, por ejemplo el azulillo (Pasithea caerulea) o la flor de gallo (Alstroemeria ligtu).
Dentro de las especies animales características se puede mencionar la tórtola (Zenaida auriculata), el zorro culpeo (Lycalopex culpaeus) o la codorniz de California (Callipepla californica) —especie introducida desde Estados Unidos que se ha asilvestrado y es muy abundante en los campos y bosques de la Zona Central de Chile, pasando a ser una especie muy común y relativamente fácil de ver—.